# Comuna Kukobivka, Reșetîlivka
Kukobivka (în ucraineană Кукобівка) este o comună în raionul Reșetîlivka, regiunea Poltava, Ucraina, formată din satele Dmîtrenkî, Dolîna, Kolomak, Kukobivka (reședința), Kuzmenkî și Liutivka.

## Demografie
Componența lingvistică a comunei Kukobivka
     Ucraineană (92,53%)
     Rusă (5,86%)
     Română (1,17%)
Conform recensământului din 2001, majoritatea populației comunei Kukobivka era vorbitoare de ucraineană (92,53%), existând în minoritate și vorbitori de rusă (5,86%) și română (1,17%).